# Octopussy
Octopussy (bra: 007 contra Octopussy; prt: 007 - Operação Tentáculo) é um filme estadunidense-britânico de 1983, dos gêneros ação e espionagem, dirigido por John Glen. 
Esta sequência de For Your Eyes Only é o 13.º filme de James Bond no cinema e o 6.º com Roger Moore no papel do agente 007[carece de fontes?].

## Sinopse
James Bond começa pilotando o menor jato do mundo - 12 pés de comprimento - sendo perseguido por um míssil termoguiado.
Bond, ao tentar solucionar quem assassinou o agente 009, segue a pista de um Ovo Fabergé roubado do Kremlin, que aparece em uma famosa casa de leilões de Londres e que pode ser a chave do mistério, pois o agente morto foi encontrado com um Fabergé falso.
Em meio à rede que se forma ao redor do ovo, o agente 007 vai à Índia e à Europa Oriental onde reencontra Octopussy, filha de um ex-inimigo seu, que para salvar a própria vida, se une a Bond para frustrar os planos de Kamal Khan, um príncipe afegão que com a ajuda de Gobinda saqueiam tesouros do último czar da Rússia espalhados pela Europa. Por trás deles está um general soviético que quer destruir Berlim com bomba atômica.

## Recepção
Octopussy rendeu 187 milhões de dólares no mundo[carece de fontes?] e 67 milhões nos EUA[carece de fontes?], sendo melhor que Never Say Never Again[carece de fontes?], outro filme 007 do mesmo ano. Porém, as cenas de Bond vestido de palhaço, gorila e gritando como Tarzan, foram criticadas.[carece de fontes?]